# Achilleus z Alexandrie
Achilleus (starořecky Ἀχιλλεύς) byl v roce 101 vítěz olympijských her v běhu na jedno stadium.
Achilleus z Alexandrie byl na 220. olympijských hrách v roce 101 korunován olivovým věncem za vítězství v běhu na jedno stadium. Jeho vítězstvím se začala dominance alexandrijských běžců v této disciplíně, která trvala celé druhé století.
V Olympii byl běh na jedno stadium (stadiodromos) nejstarší soutěžní disciplínou, zavedenou již na prvních hrách, tj. v roce 776 před Kr. a jedinou do roku 720 před Kr., kdy do programu her zařadili i běh na dvě stadia. Běh na jedno stadium se ale i po zavedení dalších soutěžních disciplín vždy považoval za hlavní závod. Jménem jeho vítěze se označovala celá olympiáda.